# Рым

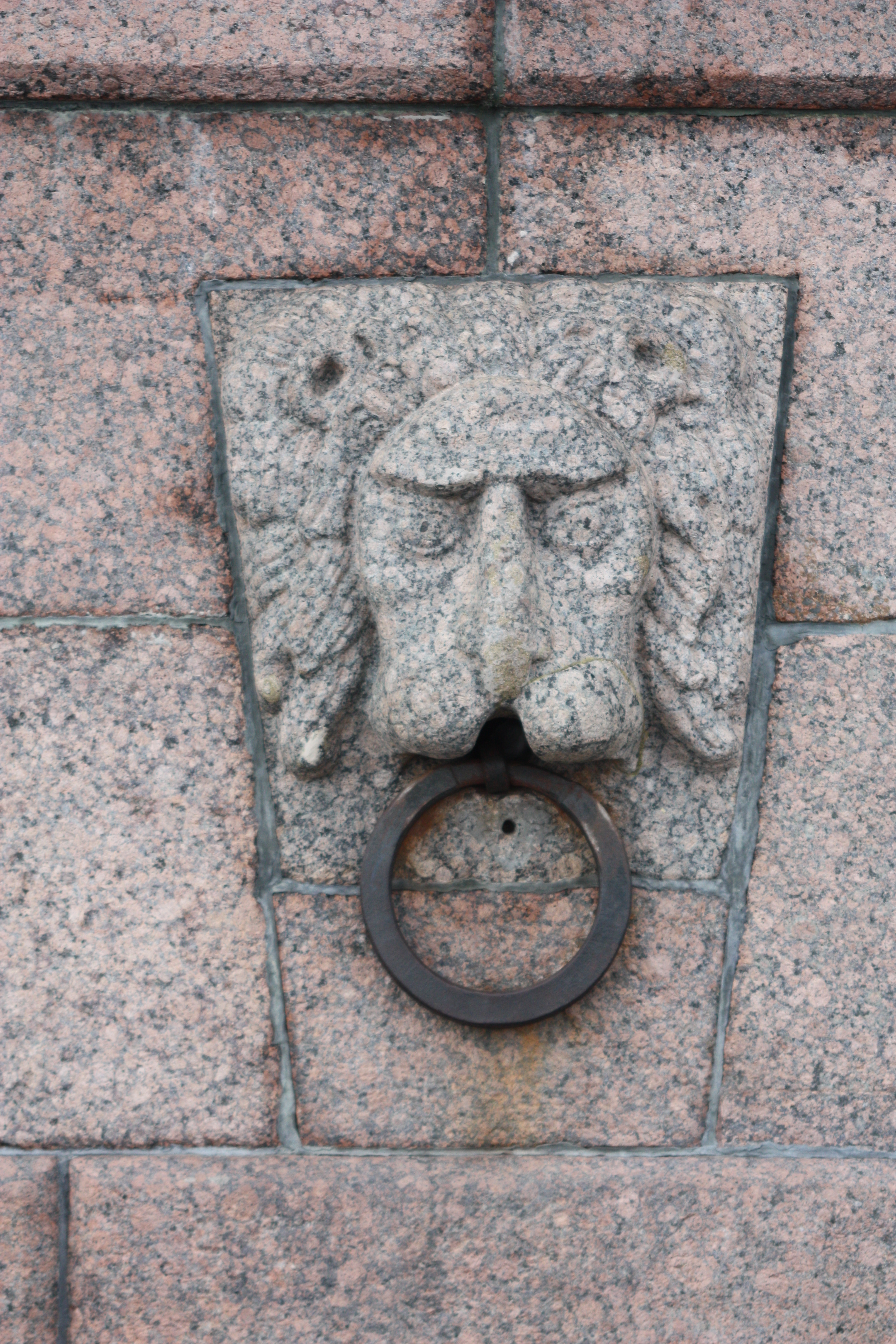
Швартовый рым для лодок на стрелке Васильевского острова в Санкт-Петербурге

Рым (от нидерл. ring — «кольцо», или от riem — «ремень») — представляет собой болт с головкой  в виде кольца (проушины) круглой, эллиптической и другой формы. Используется для прочного крепления проушины к конструкции, чтобы затем к ней можно было привязать тросы (верёвки, цепи).

## Стандарты

### Рым-болты
Рым-болт — это металлическое кольцо, жёстко соединённое с цилиндрическим стержнем, имеющим на конце резьбу для крепления к различным конструкциям, механизмам, агрегатам. Кольцо выполняет функцию точки застропки с крюком стропа. Нарезанную часть стержня ввёртывают в крышку машины, корпус двигателя и закладные элементы судовых конструкций. Некоторые типы рым-болтов подразумевают вращение кольца в пазу, стандартные рым-болты имеют монолитный корпус.
Рым-болты часто устанавливаются в кирпичную кладку, для чего изготавливаются в виде анкерного болта. Большинство из них представляют рым-болт, ввинченный в распорную часть обычного анкера.
Действующими техническими нормативными документами на рым-болты являются DIN 580, ISO 3266, ГОСТ 4751—73.

### Рым-гайки
Рым-гайка имеет конструкцию, сходную с рым-болтом, но вместо цилиндрического стержня с резьбой в основании рым-гайки имеется в наличии сквозное цилиндрическое отверстие с внутренней резьбой для навёртывания изделия на закладной болт.
Действующими техническим нормативным документом на рым-гайки является DIN 582.

## Галерея

Усиленный рым-болт с буртиком
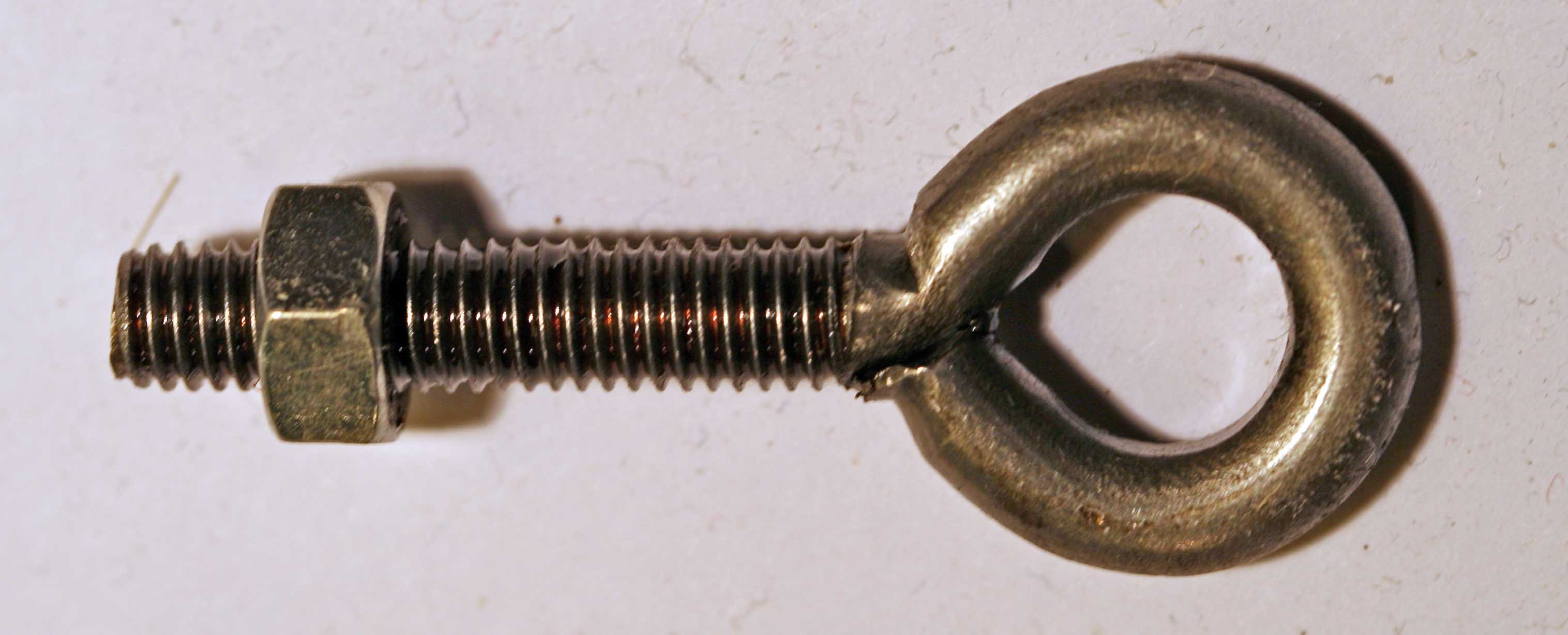
Рым болт с гайкой
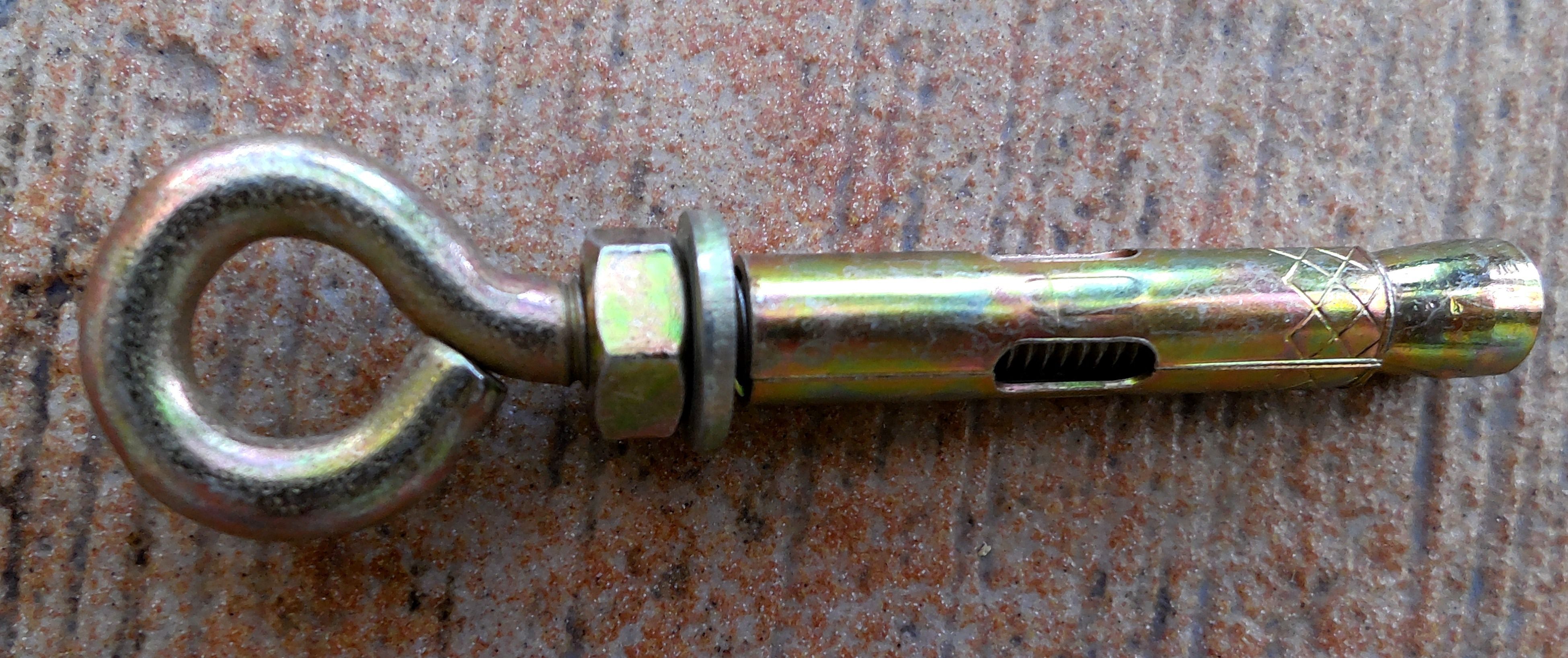
Анкерный рым-болт
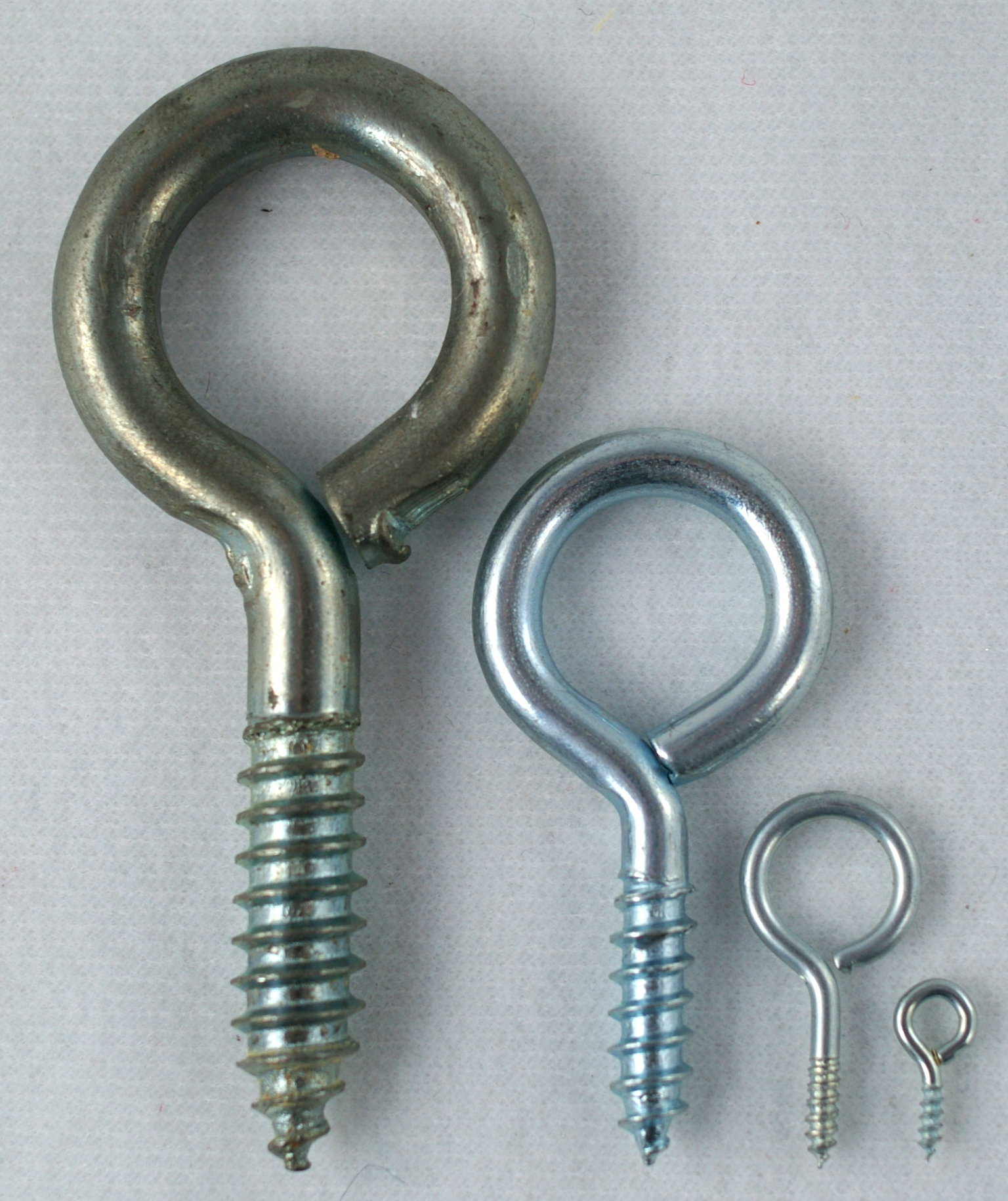
Рым-шурупы
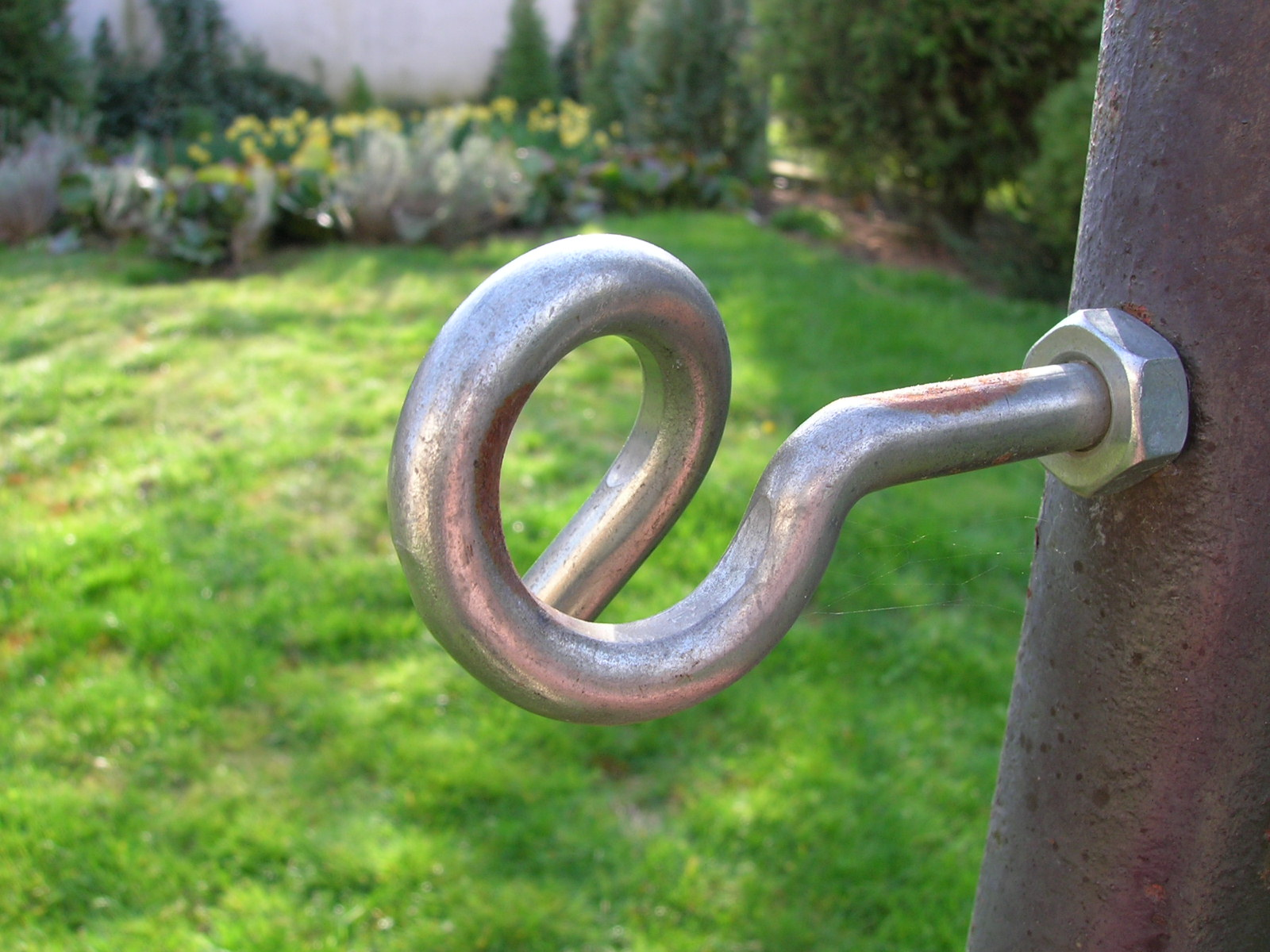
Рым-болт с проушиной «свиной хвост»
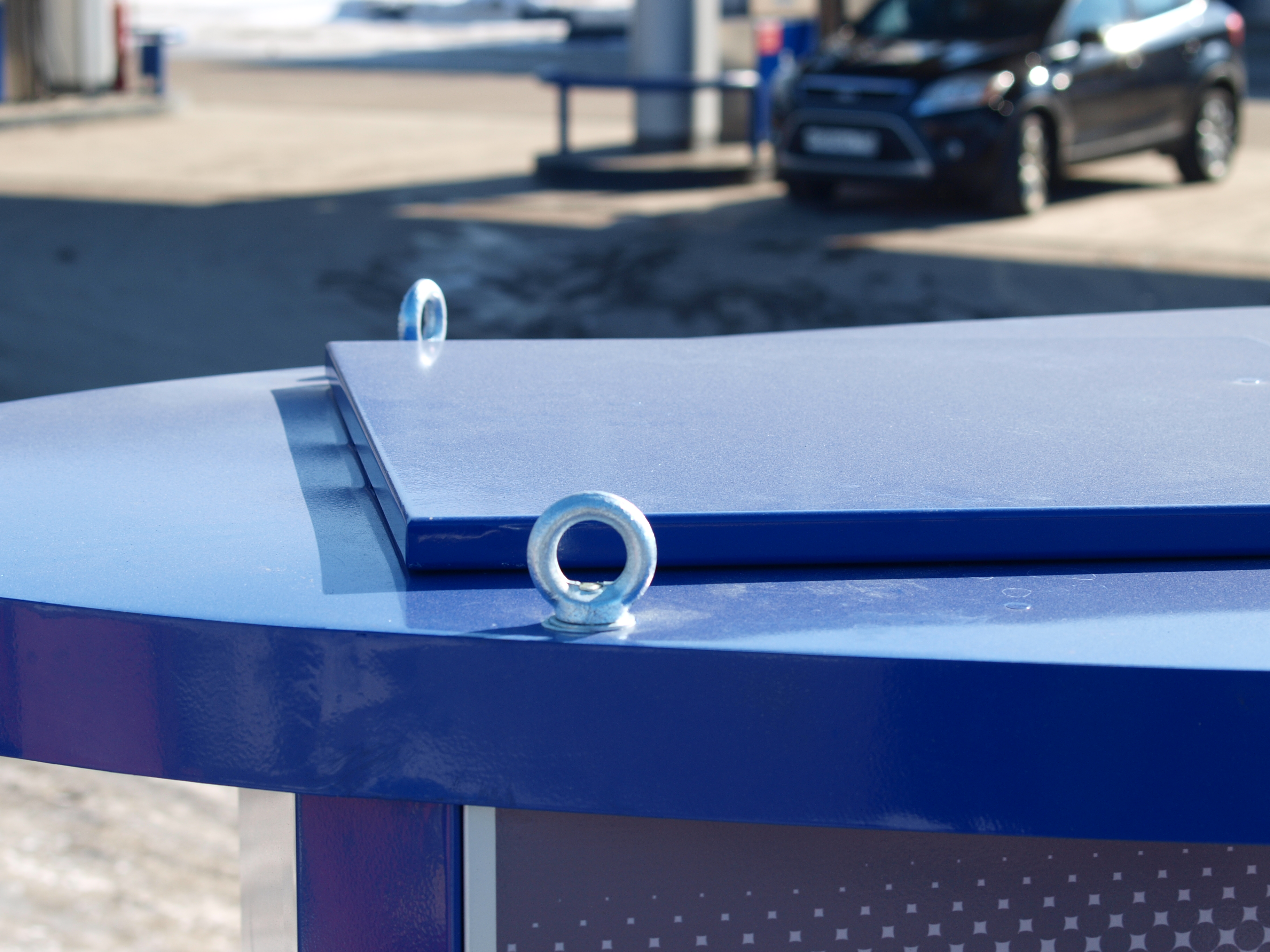
Рым-гайки, установленные на оборудовании станции самообслуживания по розливу автомобильного стеклоочистителя
Рым-болт (ГОСТ 4751—73)
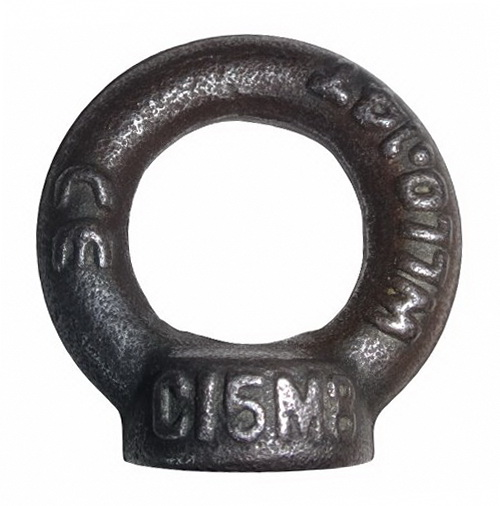
Рым-гайка
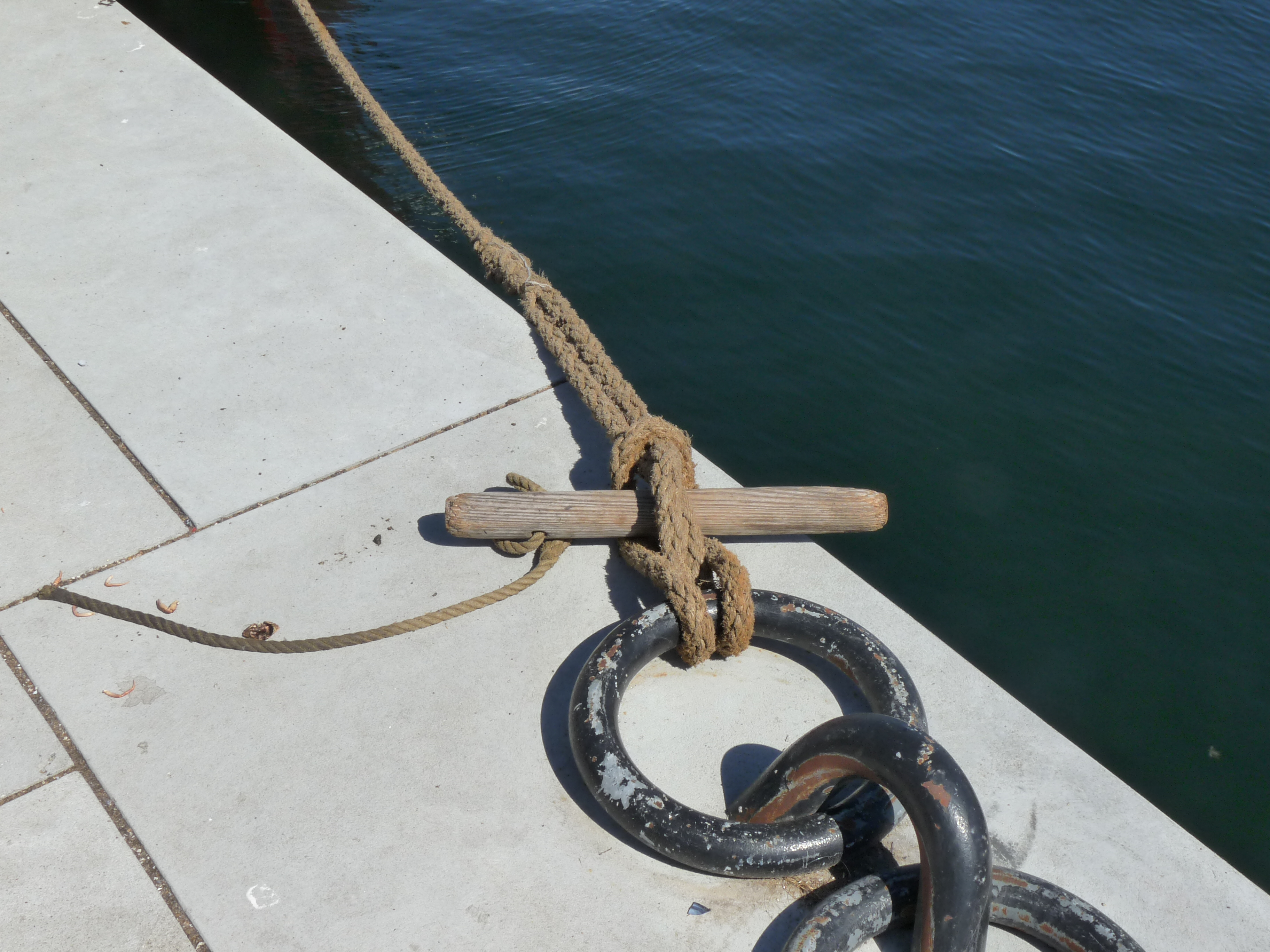
Швартовый рым на причале, за который закреплён огон швартова корабля быстроразвязываемым узлом с клевантом
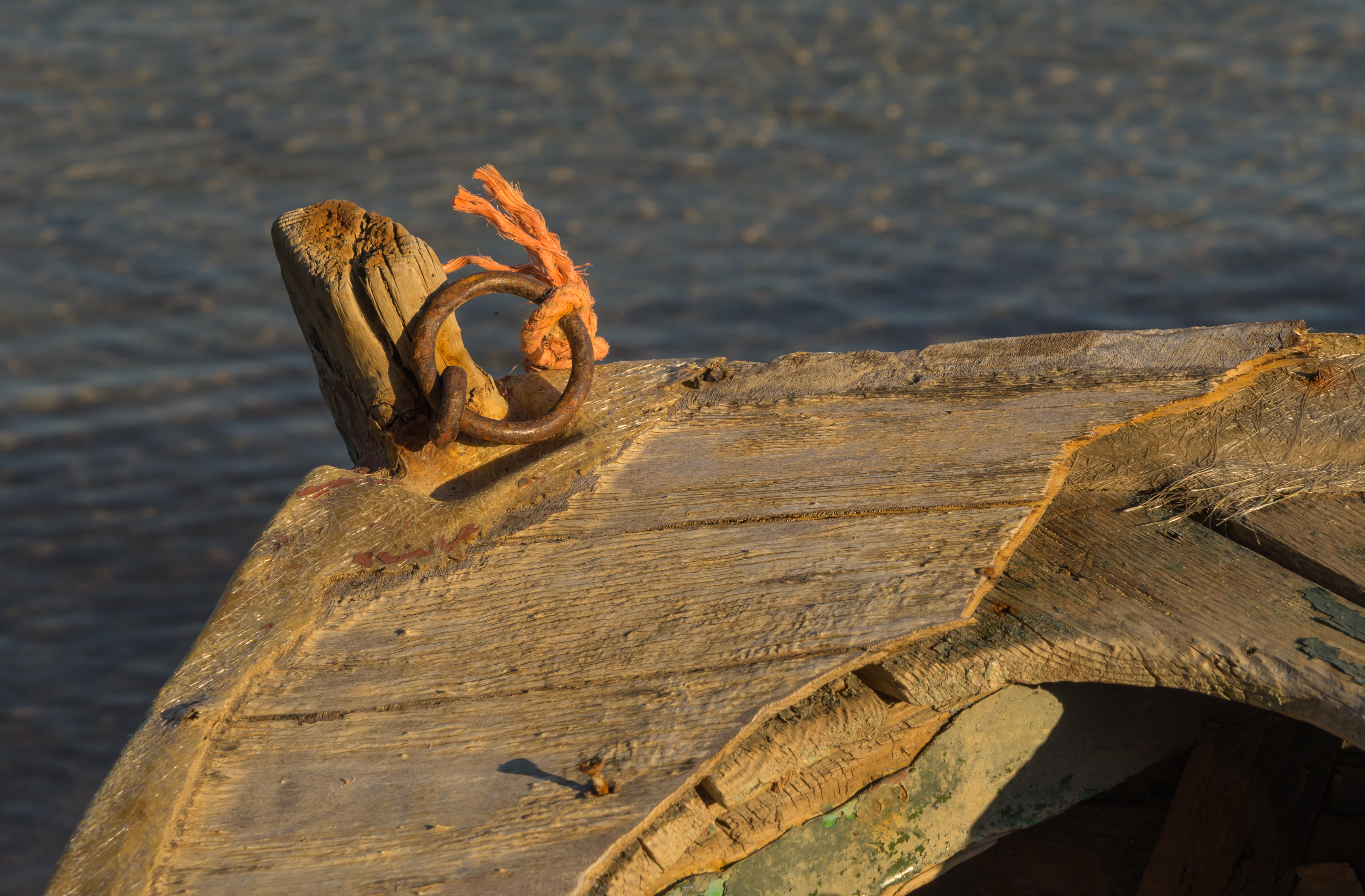
Якорный рым на носу барка